# Den nya människan
Pour plus de détails, voir Fiche technique et Distribution.
Den nya Människan (littéralement « l'homme nouveau ») est un film suédois de Klaus Härö sorti en 2007.

## Synopsis
Le film dessine le portrait de Gertrud, fille de dix-sept ans forte de caractère et exubérante. Elle s'oppose au système de santé et de sécurité sociale de la Suède du début des années 1950. Le film traite de la politique de stérilisation obligatoire (Tvångssterilisering) imposée par l'État et qui a touché 63 000 personnes entre 1934 et 1976.

## Fiche technique
- Titre : Den nya människan
- Réalisation : Klaus Härö
- Scénario : Kjell Sundstedt avec la collaboration de Jimmy Karlsson
- Musique : Michael Galasso
- Photographie : Jarkko T. Laine
- Montage : Thomas Täng
- Production : Charlotta Denward
- Société de production : Filmlance International et Kinoproduction
- Pays :  Finlande et  Suède
- Genre : Drame
- Durée : 104 minutes
- Dates de sortie : 
  -  Suède : 23 février 2007
  -  Finlande : 16 mars 2007

## Distribution
- Julia Högberg : Gertrud
- Maria Lundqvist : Solbritt
- Lo Kauppi : Jenni
- Ellen Mattsson : Astrid
- Ann-Sofie Nurmi : Alba
- Christoffer Svensson : Axel
- Tobias Aspelin : Dr Berg
- Anna Littorin : Lisa